# Pompeia Paulina

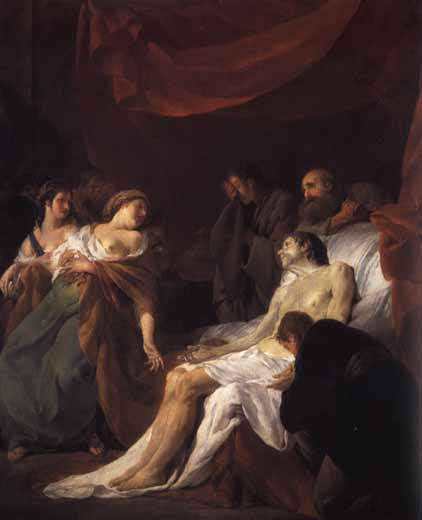
De dood van Seneca, met links Pompeia Paulina. Geschilderd door Noël Hallé.

Pompeia Paulina (ca. 25 - ca. 68) was de echtgenote van de filosoof Lucius Annaeus Seneca, die haar op gevorderde leeftijd huwde. Ze hadden samen een zoon, die echter in 41 stierf.
Ze was waarschijnlijk de dochter van Pompeius Paulinus, die legeraanvoerder was in Germania gedurende de regering van Nero. Van haar wordt gezegd dat ze erg gehecht was aan haar echtgenoot, die met genegenheid over haar spreekt, en in het bijzonder de zorg die ze aan de dag legde voor zijn gezondheid vermeldt (Senec., Ep. 104.). Ze zat samen met haar echtgenoot aan tafel toen de centurio kwam van Nero met het bericht aan Seneca dat hij moest sterven. De filosoof nam dit bericht kalm op, omhelsde zijn vrouw en maande haar om hun scheiding met geheven gelaat te dragen. Maar toen ze hem smeekte om samen te sterven, zwichtte hij voor haar smeekbeden en zo openden zij tezamen hun aderen. Nero echter, die niet de reputatie wenste te hebben onnodig wreed te zijn, beval dat haar slaven en vrijgelatenen haar aderen moest verbinden. Aldus werd haar leven gespaard. Ze zou vervolgens nog enkele jaren langer hebben geleefd, maar haar bleekheid was getuige van haar ontmoeting met de dood. Dit verhaal vinden we terug bij Tacitus (Ann. XV 60-64.), waarbij dit enigszins verschilt van dat van Cassius Dio (LXI 10, LXII 25), die deze gebeurtenis in verband brengt met de verdachtmaking van Seneca.